# Ewa Stachowska
Ewa Stachowska (ur. 26 maja 1966 w Kole) – polska profesor nauk medycznych, biochemiczka i nauczycielka akademicka.

## Życiorys
Ewa Stachowska w 1984 ukończyła z wyróżnieniem naukę w klasie o profilu biologiczno-chemicznym w Liceum Ogólnokształcącym im. Kazimierza Wielkiego w Kole. W latach 1984−1989 studiowała na Wydziale Biologii Uniwersytetu im. Adama Mickiewicza w Poznaniu, a w latach 1986−1989 odbyła staże naukowe w Zakładzie Chemii Bioorganicznej Polskiej Akademii Nauk w Poznaniu. W 1989 po obronie pracy magisterskiej Transport elektronów w mitochondriach mięśni Ascaris Suum otrzymała dyplom magistra biologii. W 1995 otrzymała stopień doktora nauk medycznych na podstawie rozprawy Wpływ jonów fluorkowych na aktywność dehydrogenazy bursztynianowej uzyskanej z kory nerki wieprzowej (promotor prof. Zygmunt Machoy). W 1997 ukończyła też studia podyplomowe z zakresu technologii żywności i żywienia człowieka na Akademii Rolniczej w Szczecinie. W 2008 otrzymała stopień doktora habilitowanego nauk medycznych na podstawie dorobku naukowego i monografii Wpływ sprzężonych dienów kwasu linolowego na syntezę pochodnych kwasu arachidonowego i linolowego w monocytach/makrofagach. 
W 2014 prezydent Bronisław Komorowski wręczył jej nominację profesorską.
Jest zamężna z Tadeuszem; mają dwójkę dorosłych dzieci.

## Praca naukowa
W październiku 1989 podjęła pracę na stanowisku młodszego asystenta w Zakładzie Biochemii Pomorskiej Akademii Medycznej w Szczecinie. W 1997 została mianowana na stanowisko adiunkta w Zakładzie Biochemii Polskiej Akademii Nauk. Od 2007 jest kierownikiem Katedry i Zakładu Żywienia Człowieka i Metaboliki.   
W pracy badawczej zajmowała się zagadnieniami związanymi z żywieniem człowieka, koncentrując się na badaniu metabolizmu lipidów. Jako pierwsza na świecie wraz ze współpracownikami wykazała, że izomery trans kwasów tłuszczowych mogą być akumulowane w ludzkich blaszkach miażdżycowych. W latach 2003−2004 opracowała „polski” wariant diety śródziemnomorskiej, który z dobrym skutkiem zastosowała u pacjentów po przeszczepie nerki.  
W latach 2002−2005 była kierownikiem projektu badawczego Ministerstwa Nauki i Szkolnictwa Wyższego Wpływ izomerów trans kwasów tłuszczowych na syntezę pochodnych kwasu arachidonowego przez makrofagi. W 2000 współorganizowała The XXIIIrd Conference of the International Society for Fluoride Research w Szczecinie. W 2006 była członkiem komitetu organizacyjnego XII Sympozjum Fluorowego w Szczecinie. Od 2000 jest członkiem Polskiego Towarzystwa Biochemicznego i Towarzystwa Badań nad Miażdżycą, a od 2011 Polskiego Towarzystwa Dietetycznego. Jej dorobek naukowy obejmuje ponad 300 publikacji zamieszczonych w czasopismach naukowych, a także jeden wynalazek.   

## Praca dydaktyczna
Ewa Stachowska od 2007 była opiekunem Studenckiego Koła Naukowego przy Katedrze Biochemii i Chemii Medycznej, prowadziła też koła naukowe przy Zakładzie Biochemii i Żywienia Człowieka. W 2011 została powołana na  eksperta Ministra Nauki i Szkolnictwa Wyższego do opracowania wytycznych nauczania dietetyki w ramach Krajowych Ram Kwalifikacji, a  w 2012 na eksperta Polskiej Komisji Akredytacyjnej w obszarze nauk medycznych i nauk o zdrowiu.    
Profesor Ewa Stachowska wypromowała 12 doktorów nauk medycznych i nauk o zdrowiu.   

## Działalność popularyzatorska
Ewa Stachowska jest aktywna na platformach YouTube i Instagram, gdzie upowszechnia informacje z zakresu dietetyki.

## Odznaczenia i nagrody[2][5]
- Medal Komisji Edukacji Narodowej (2008)
- Nagroda Ministra Zdrowia I stopnia (2008)
- nagrody Rektora Pomorskiego Uniwersytetu Medycznego w Szczecinie za osiągnięcia dydaktyczne (wielokrotnie)